# 緑川 (置戸町)
緑川（みどりがわ）は、北海道常呂郡置戸町の主に拓殖地区を流れる常呂川水系の河川。

## 地理
北海道常呂郡置戸町字拓殖の東部にある釧北牧場を源とし西に流れる。いくつかの支流を集め置戸町字置戸で常呂川と合流する。

## 支流
- 別の沢川
- 三の沢川
- 鉄橋の沢川
- 二の沢川
- 一の沢川

## 並行する交通

### 道路
- 国道242号

## 流域の観光地
- 釧北牧場（北海道常呂郡置戸町と足寄郡陸別町の境界）